# Carga de trabajo
La carga de trabajo es la cantidad de actividad que puede ser asignada a una parte o elemento de una cadena productiva sin entorpecer el desarrollo total de las operaciones. La carga de trabajo puede estar formada por una o varias unidades mínimas de trabajo.
En los procesos de producción continua,  que anteriormente se le conocía como producción industrial, se utiliza el concepto de la “Carga de Trabajo”, el cual relaciona el volumen de trabajo a realizar con el tiempo que se lleva cada uno de dichos trabajos. Su resultado establece el número de agentes o estaciones de servicio activas que se requieren para atender los servicios de clientes programados, siempre y cuando, éstos vengan realmente en forma programada.
La fórmula para calcular la carga de trabajo por hora es: 
CT = A x TPS / 60
Donde: A = Número de clientes estimados que arribarán por hora. TPS = Tiempo Promedio de Servicio que cada agente dedica a cada cliente. Es importante que el TPS incluya el trabajo de preparación previa y el trabajo administrativo post servicio. La fórmula se divide entre 60 si el TPS está en minutos, o entre 3,600 si el TPS está en segundos.